# Coryphantha clavata
Coryphantha clavata, conocida comúnmente como biznaga de porra, es una especie de planta suculenta perteneciente al género Coryphantha, dentro de la familia Cactaceae. Es endémica del noreste de México.

## Descripción
Coryphantha clavata es una especie de cactus que suele crecer de forma solitaria, aunque  veces puede formar grupos. Los tallos son erectos y aunque de juveniles tienen forma globosa, luego se alargan y adquieren forma de maza, es decir, tienen el ápice más engrosado que la base. Su epidermis es de color azul verdoso oscuro, con tonos rojizos y miden de 10 a 30 cm de alto, con un diámetro de 4 a 7 cm. Tienen el ápice cubierto de lana densa y su raíz tiene forma de nabo.

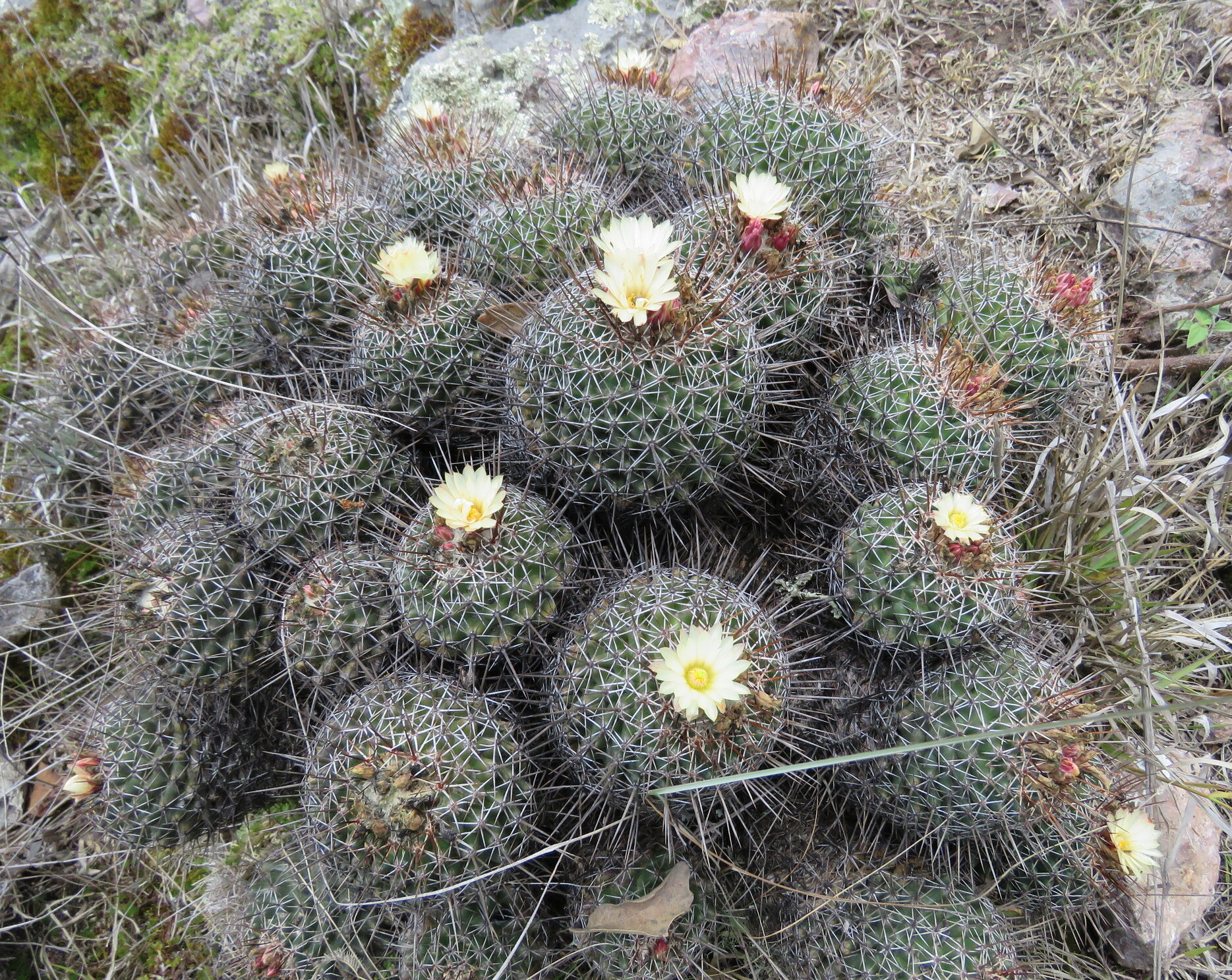
Planta creciendo en grupo

Los tallos están cubiertos de tubérculos distantes y oblicuamente cónicos, con las axilas cubiertas de lana blanca cuando son jóvenes. Miden hasta 2 cm de largo y están dispuestos en 5, 8 o 13 filas. Presentan un surco poco profundo que se extiende casi hasta la base de los mismos, y en su punta se localizan areolas redondeadas de color blanco. Éstas miden unos 3 mm de diámetro, tienen espinas y de 1 a 2 glándulas grandes de néctar de color rojo.
De entre las espinas, se distinguen de 6 a 12 espinas radiales de 0,8 a 1,5 cm de largo, de color pardusco, base rojiza y punta oscura. También hay de 0 a 1 espina central algo más larga que las radiales, de 2 a 3 cm de largo, de color amarillenta a pardusca, usualmente con bandas oscuras, y de forma recta a curva o incluso ganchuda.

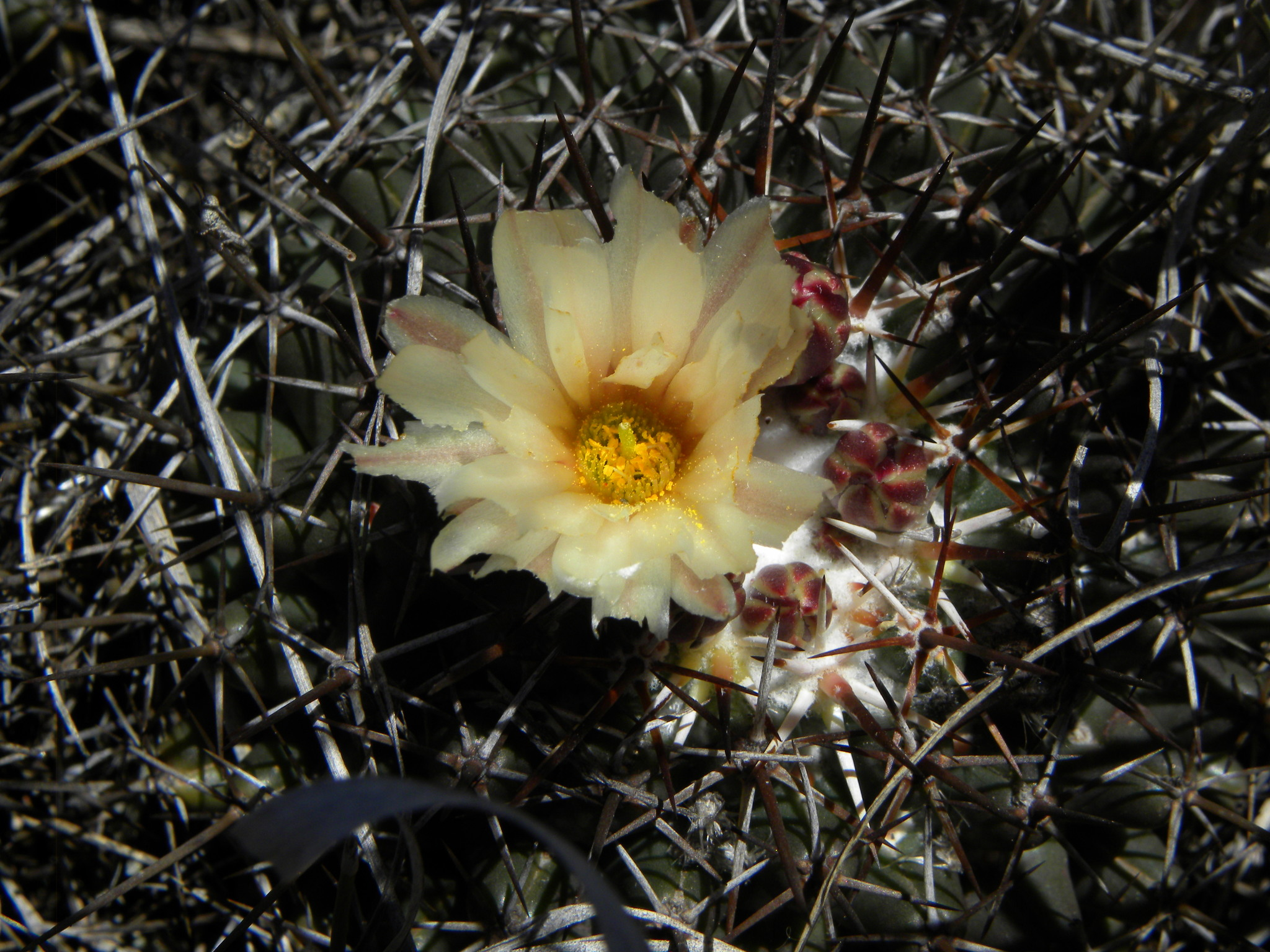
Detalle de la flor

Las flores son apicales, de 2 a 5 cm de largo y hasta 4 cm de diámetro. Son de color amarillo pálido brillante, con los segmentos externos del perianto lineales, agudos, y con una nervadura central ancha pardusca. Los segmentos internos del perianto son lineales, estrechos y de color blanco cremoso. Los estambres son rosáceos y mucho más cortos que los segmentos del perianto. El estilo es rosado y los 5 o 6 lóbulos del estigma son cortos y de color verdoso. 

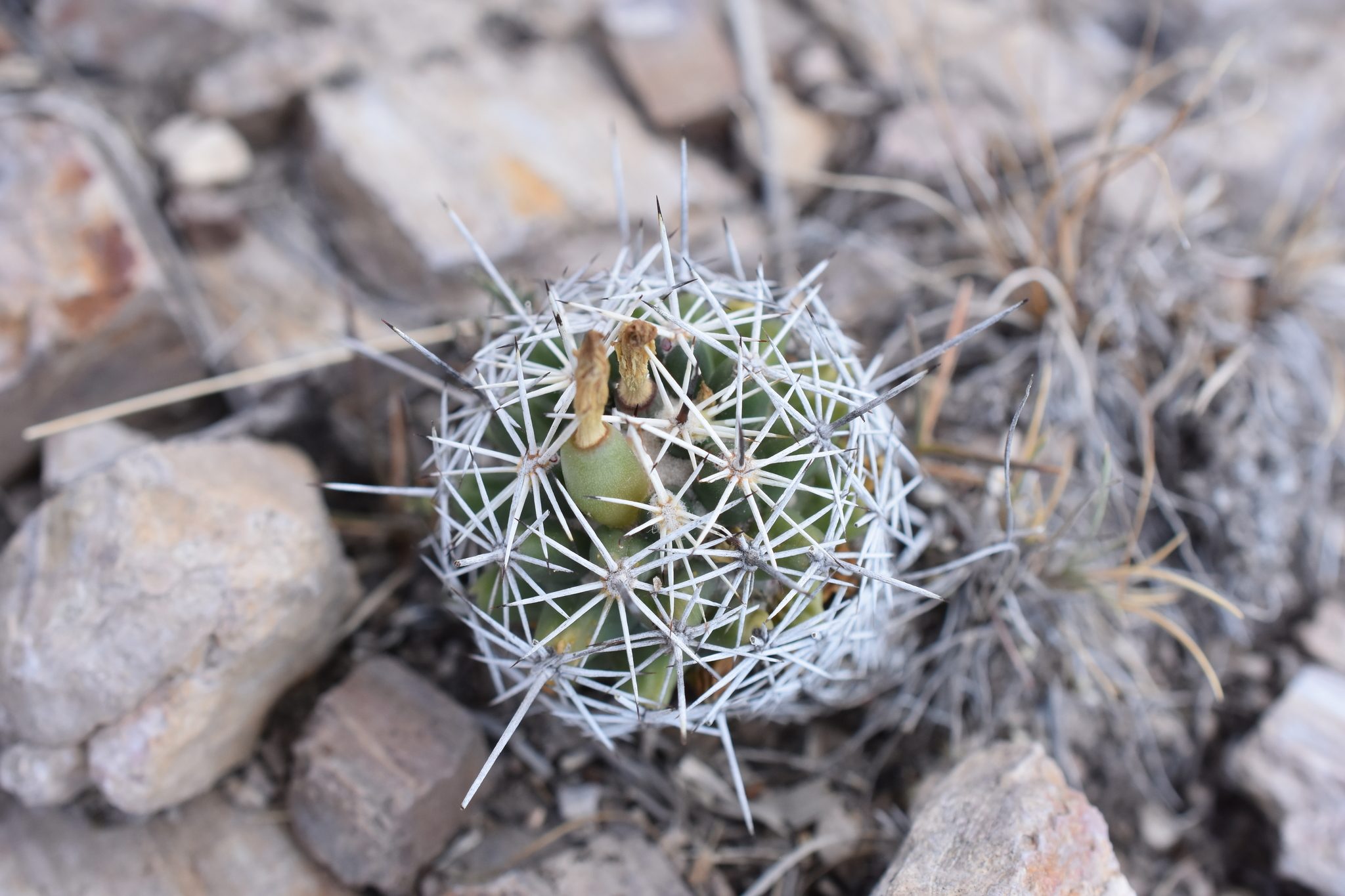
Detalle del fruto

Los frutos son de color verde pálido y miden aproximadamente 2 cm de largo. Son jugosos y tienen la piel de color rojizo oscuro. Las semillas son reniformes, de color pardo y miden aproximadamente 1 mm de largo.

## Distribución y hábitat
El área de distribución nativa de esta especie es el noreste de México, concretamente en los estados mexicanos de Aguascalientes, Guanajuato, Hidalgo, Jalisco, Querétaro, San Luis Potosí y Zacatecas.  Crece principalmente en biomas desérticos o de matorral seco, a elevaciones de 1700 a 1800 metros sobre el nivel del mar. 
Se desarrollan en pastizales sobre suelos arenosos, especialmente en las laderas bajas de colinas calizas y volcánicas, generalmente creciendo bajo otros arbustos, como agaves y hechtias.

## Taxonomía
La primera descripción de esta especie fue como Mammillaria clavata, publicada en 1838 por el botánico belga Michael Joseph François Scheidweiler en la revista científica Bulletin de l'Académie Royale des Sciences et Belles-lettres de Bruxelles 5: 494.
Posteriormente, el botánico alemán Curt Backeberg colocó la especie en el género Coryphantha, pasando a llamarse Coryphantha clavata y anotando estos cambios en la revista científica Cactaceae. Jahrbücher der Deutschen Kakteen-Gesellschaft 1941(2): 61 en el año 1942.
Etimología
- Coryphantha: nombre genérico que deriva del griego coryphe (que significa 'cima' o 'cabeza'), y anthos (que significa 'flor'), haciendo referencia a que las flores aparecen en el ápice de los tallos.
- clavata: epíteto específico latino que significa 'en forma de maza', haciendo referencia a la forma del tallo, el cual está más engrosado en el ápice que en la base.[7]

### Subespecies
Actualmente se distinguen dos subespecies:
| Imagen | Subespecie                                                      | Descripción                                                                                    | Distribución      |
| ------ | --------------------------------------------------------------- | ---------------------------------------------------------------------------------------------- | ----------------- |
|        | Coryphantha clavata subsp. clavata                              | Tienen de 1 a 5 espinas centrales rectas o ganchudas y sus flores son de color amarillo claro. | Noreste de México |
|        | Coryphantha clavata subsp. stipitata (Scheidw.) Dicht & A.Lüthy | Tiene una única espina central.                                                                | Noreste de México |

Sinonimia
- Sinónimos de Coryphantha clavata subsp. clavata:

-   - Cactus ancistracanthus (Lem.) Kuntze, 1891
  - Cactus rhaphidacanthus (Lem.) Kuntze, 1891
  - Coryphantha ancistracantha (Lem.) Lem., 1868
  - Coryphantha clavata var. ancistracantha (Lem.) Heinrich ex Backeb., 1961
  - Coryphantha clavata var. radicantissima (Quehl) Heinrich ex Backeb., 1961
  - Coryphantha raphidacantha (Lem.) Lem., 1868
  - Coryphantha raphidacantha var. ancistracantha (Lem.) Y.Itô, 1952
  - Coryphantha unicornis Boed., 1928
  - Echinocactus cornifer var. raphidacanthus (Lem.) Poselg., 1853
  - Mammillaria ancistracantha Lem., 1839
  - Mammillaria humilior (Salm-Dyck ex C.F.Först.) C.F.Först. ex K.Schum., 1898
  - Mammillaria radicantissima Quehl, 1912
  - Mammillaria raphidacantha Lem., 1839
  - Mammillaria rhaphidacantha Lem., 1839
  - Mammillaria rhaphidacantha var. ancistracantha (Lem.) K.Schum., 1898
  - Mammillaria rhaphidacantha f. ancistracantha (Lem.) Schelle, 1907
  - Mammillaria rhaphidacantha var. humilior Salm-Dyck ex C.F.Först., 1846
  - Mammillaria sulcoglandulifera Jacobi, 1856

- Sinónimos de Coryphantha clavata subsp. stipitata: 
  - Mammillaria stipitata Scheidw., 1838

## Estado de conservación

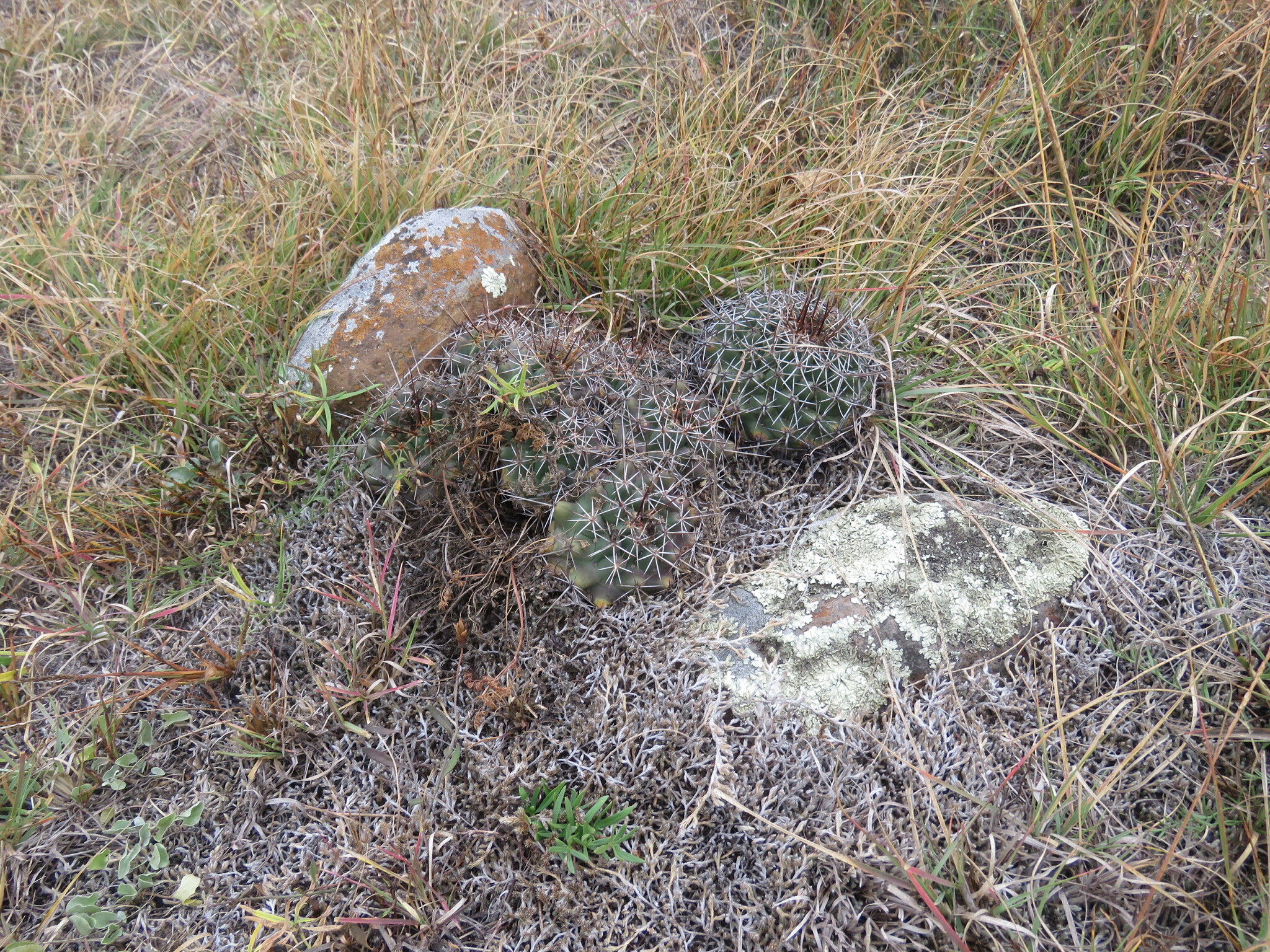
Planta en su hábitat

En la Lista Roja de Especies Amenazadas de la UICN, la especie está clasificada como de “Preocupación Menor (LC)”.
No se conocen amenazas importantes para la conservación de esta especie, sin embargo, la pérdida de hábitat a causa de la ganadería podría afectar a sus poblaciones ya que en muchas zonas se usa el fuego para mejorar el pastoreo.

## Usos
Se cultiva principalmente como planta ornamental y su propagación se realiza a través de esquejes o semillas.